# ریچارد کلاترباک
ریچارد کلاترباک (انگلیسی: Richard Clutterbuck; ۲۲ نوامبر ۱۹۱۷ – ۶ ژانویهٔ ۱۹۹۸) مهندس، نظامی و کارشناس سیاسی اهل بریتانیا بود.